# マメグンバイナズナ
マメグンバイナズナ（豆軍配薺、学名: Lepidium virginicum）は、アブラナ科マメグンバイナズナ属の2年草。空き地や道端などに生える雑草。
和名は、グンバイナズナより果実が小さいことから。

## 分布
北アメリカ原産で、日本では明治時代に確認された帰化植物。

## 特徴
ナズナに似るが、茎が直立して花時には根出葉が残らないこと、花序に花が多く、果実が軍配型ではなく丸っこいことなどが異なる。

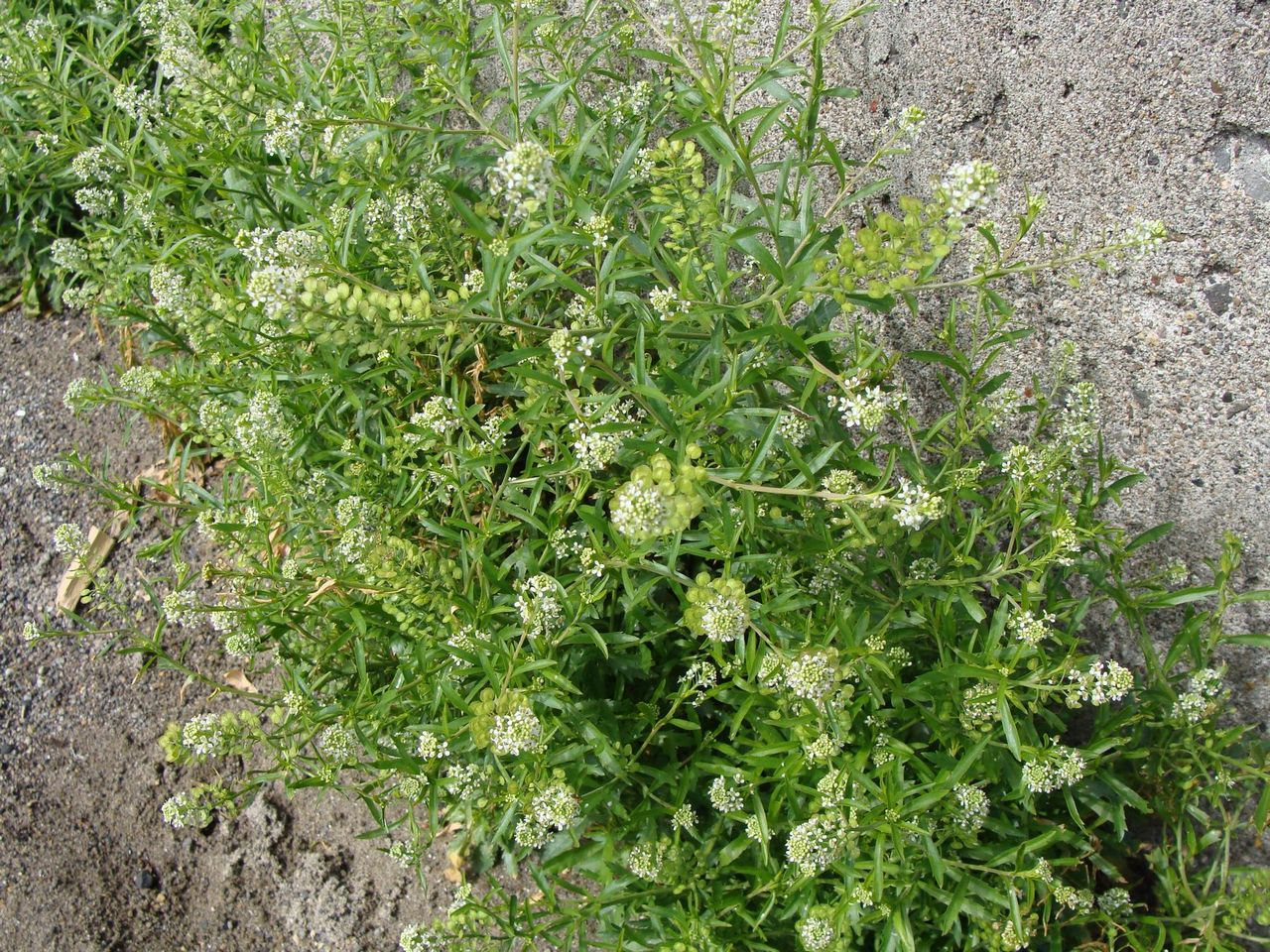
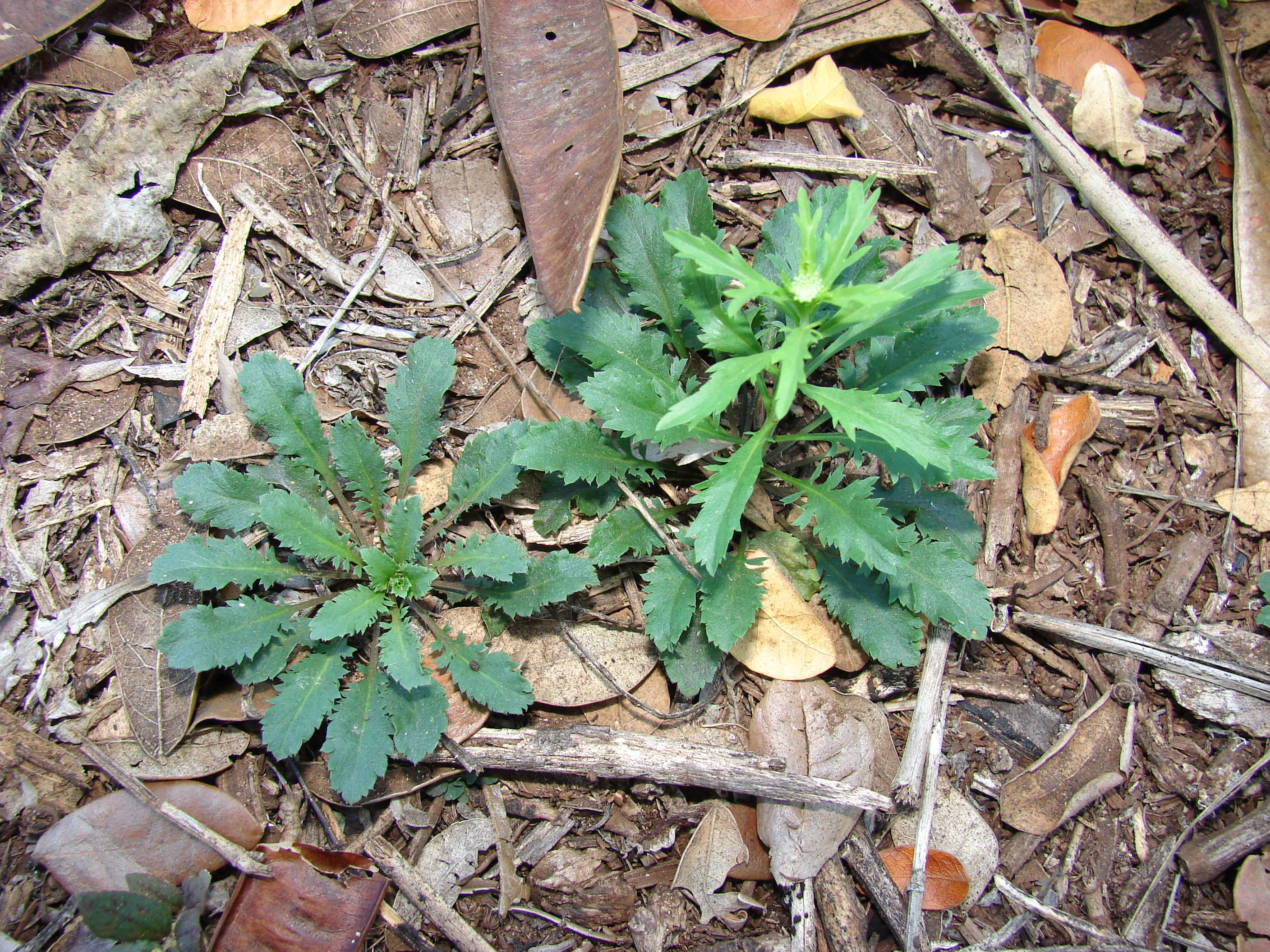
ロゼット
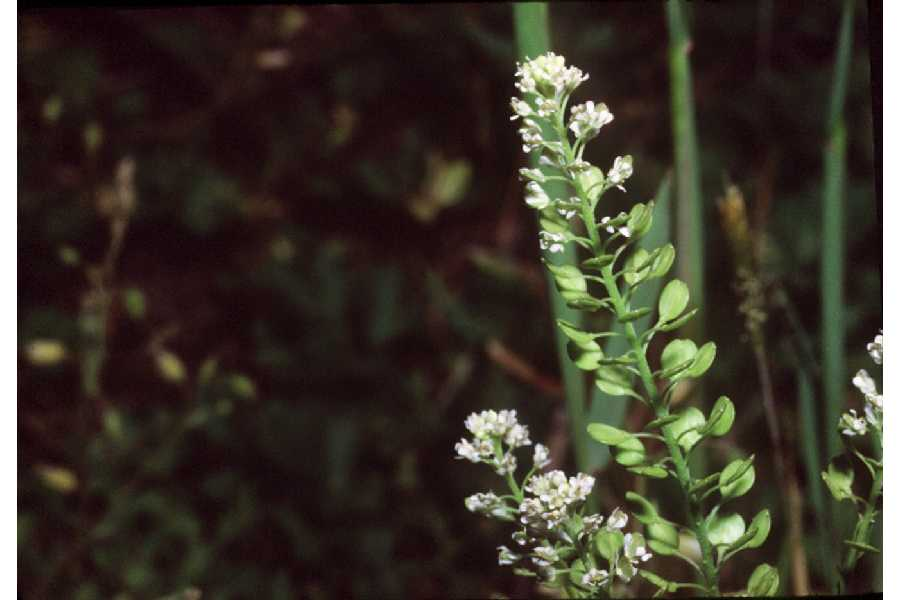
花
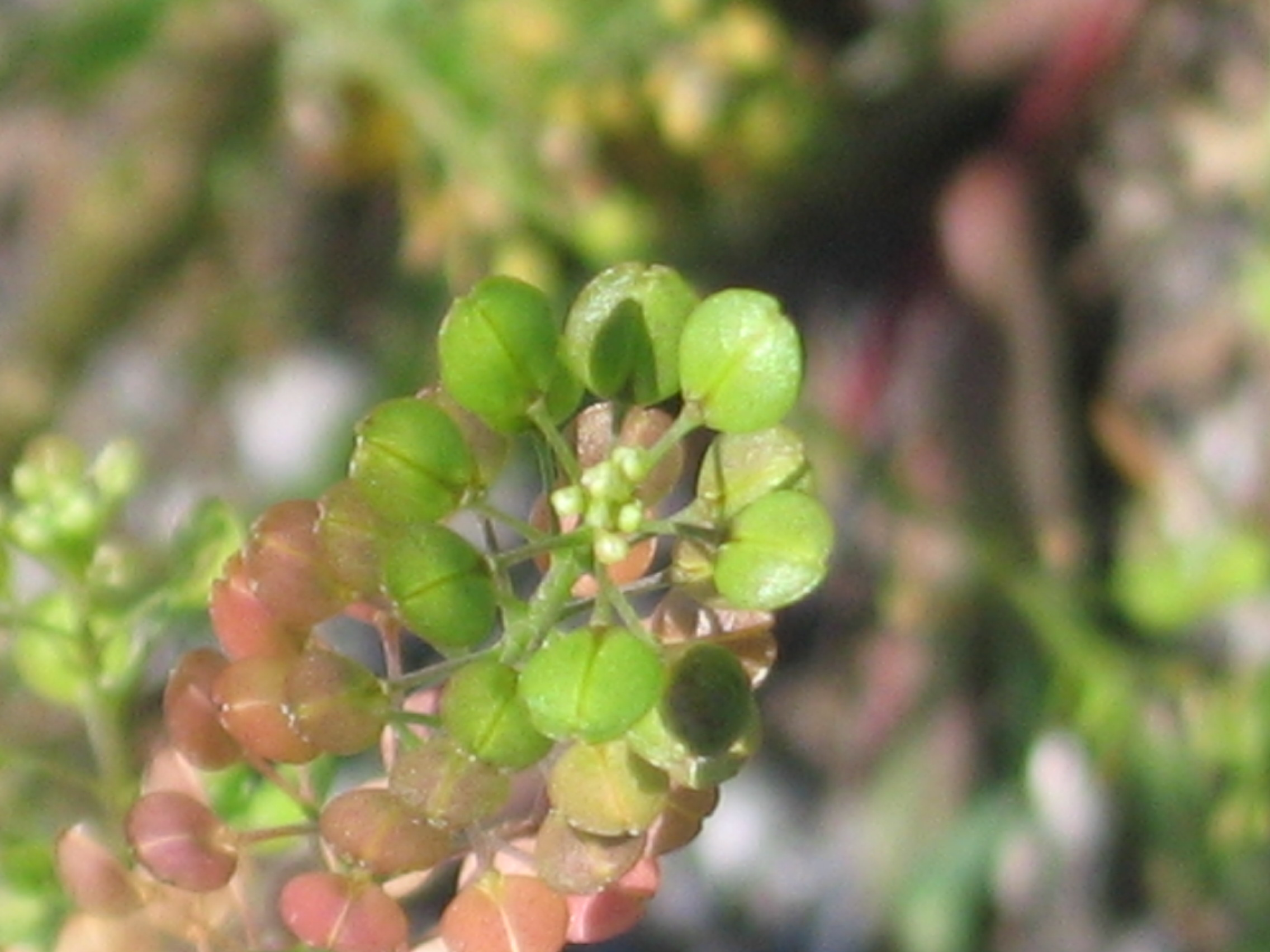
果実

## マメグンバイナズナ属
マメグンバイナズナ属（学名: Lepidium）には、次のような種がある。
- ダイコクマメグンバイナズナ Lepidium africanum (Burm.f.) DC.
- ヒメグンバイナズナ Lepidium apetalum Willd.
- キレハマメグンバイナズナ Lepidium bonariense L.
- ウロコナズナ Lepidium campestre (L.) R.Br.
- アツバナズナ Lepidium cartilagineum (J.Mayer) Thell.
- コマメグンバイナズナ Lepidium densiflorum Schrad.
- カラクサナズナ Lepidium didymum L.
- アコウグンバイ Lepidium draba L.
- ハマガラシ Lepidium englerianum (Muschler) Al-Shehbaz
- タマザキマメグンバイナズナ Lepidium fasciculatum Thell.
- ベンケイナズナ Lepidium latifolium L.
- コシミノナズナ Lepidium perfoliatum L.
- ニセマメグンバイナズナ Lepidium pinnatifidum Ledeb.
- コバノコショウソウ Lepidium ruderale L.
- コショウソウ Lepidium sativum L.
- マメグンバイナズナ Lepidium virginicum L.

また、マカ（L. meyenii Walp.）も同属である。
ニュージーランドの北島には L. amissum de Lange & Heenan（英: Waitakere scurvy grass）や L. obtusatum Kirk が生育していたが、前者は1917年、後者は1950年以降野生で確認されておらず、いずれも絶滅してしまったと考えられている。